# جاسينتو كايكو
جاسينتو كايكو (مواليد 1920) هو سبّاح فلبيني، مثّل بلاده في الألعاب الأولمبية الصيفية 1948.

## روابط خارجية
- جاسينتو كايكو على موقع الاتحاد الدولي للسباحة (الإنجليزية)
- جاسينتو كايكو على موقع أوليمبيديا (الإنجليزية)